# Антифранцузькі коаліції
Французькі революційні та Наполеонівські війни, які іноді називають Коаліційними, складалися із семи воєн, які вели різні військово-політичні союзи Великих європейських держав ― відомі також як Коаліції ― проти Революційної Франції між 1792 та 1815 роками. Спочатку дії велись проти нещодавно оголошеної Французької республіки, а з 1799 р. ― проти першого консула, а пізніше імператора ― Наполеона Бонапарта. Цей період охоплює як Французькі революційні війни, так і Наполеонівські війни, хоча, строго кажучи, він виключає конфлікти, які не ставили Францію проти коаліції держав. Прикладом ― вторгнення Франції у Швейцарію.
Коаліційні війни включають наступні події:
- Війна першої коаліції (квітень 1792 ― жовтень 1797)
- Війна другої коаліції (1798 ― 1802)
- Війна третьої коаліції (1803 ― 1806)
- Війна четвертої коаліції (жовтень 1806 ― липень 1807)
- Війна п'ятої коаліції (квітень ― жовтень 1809 р.)
- Війна шостої коаліції (березень 1813 ― травень 1814)
- Війна сьомої коаліції, також відома як Сто днів (березень ― липень 1815 р.)

## Термінологія

### Етимологія
Одне з перших вживань цього терміну можна знайти у звіті Трибунату за 1803 р. під назвою «Résultats des guerres, des négociations et des traités qui ont préced́é et suivi la koalition contre la France» («Результати воєн, переговорів та договорів, які передували та слідували коаліції проти Франції»). Про подію у квітні 1793 р., коли генерал Дюмуріє щойно зазнав поразки під Неервінденом й дезертирував до Австрії, викликавши зневіру у Франції, сказано: 
Les événements de cette époque sont les plus pénibles à décrire de доus ceux qui ont signalé les guerres de la coalition. («Події цього часу найбільш болючі для опису з усіх тих, що названі війнами коаліції»).
У січні 1805 р. «Salzburger Intelligenzblatt» була однією з перших коаліційних війн, коли обговорювався «Das Staatsinteresse von Baiern bei dem dritten Koalitions-Kriege» («Національний інтерес Баварії в Третій коаліційній війні»). Хоча до того часу уже була сформована третя коаліція, війна ще не розпочалась. Австрійська газета обговорювала питання того, чому сусідній електорат Баварії, скоріш за все, стане на бік Французької Республіки, а не очолюваної Австрією коаліції. 30 вересня 1805 р., через кілька днів після початку Ульмської кампанії, імператор Наполеон звернувся до своїх військ у Страсбурзі, розпочавши свою промову словами: 
«Soldats, la guerre de la troisième coalition est commencée». («Солдати, розпочалась Війна третьої коаліції»).

### Інші терміни
Цей термін також відрізняється від поняття «Французькі революційні війни», який охоплює будь-яку війну за участі Революційної Франції між 1792 та 1799 роками, коли Наполеон захопив владу переворотом 9 листопада 1799, що зазвичай вважається завершенням Французької революції. Оскільки Війна другої коаліції (1798—1802 рр.) вже розпочалась, коли Наполеон захопив владу, війна може як зараховуватись, так і не зараховуватись до Французьких революційних воєн, які у зв'язку із цим можуть вважатись завершеними як у 1799 р., 1801 р. (Люневільський мир), так і у 1802 р. (Ам'єнський мир).
Він також відрізняється від терміну «Наполеонівські війни», який охоплює будь-яку війну за участю Франції, якою керував Наполеон між 1799 і 1815 рр., ― що включає Війну другої коаліції (1798—1802 рр.), ― або ту, що не розпочинається до Війни третьої коаліції (1803/1805, залежно від періодизації). В останньому випадку історики не називають війну другої коаліції «наполеонівською», оскільки Наполеон не ініціював її сам, а лише «успадкував» її від Революційної Французької Директорії, яку він скинув в ході війни.
Оскільки це поняття відноситься тільки до воєн за участю будь-якої зі сторін коаліції, не всі війни, зараховані до Французьких революційних і Наполеонівських воєн, вважаються Коаліційними. Прикладом, вторгнення Франції в Швейцарію (1798 рік, між першою і другою коаліцією), Війна палиць (1802 рік, між другою і третьою коаліцією) і Французько-російська війна (1812, між п'ятою та шостою коаліцією) не є Коаліційними, оскільки Франція воювала проти одного супротивника.

## Коаліційні партії
Основними Європейськими державами, що створювали різні Антифранцузькі коаліції, були Велика Британія, Росія, Австрія та Пруссія. Хоча, за винятком Великої Британії, не всі з них брали участь в кожній коаліції.
До більш дрібних держав, які час від часу приєднувалися до коаліцій, відносяться Іспанія, Неаполь, П'ємонт-Сардинія, Голландська республіка, Османська імперія, Португалія, Швеція, Данія-Норвегія та різні німецькі й італійські держави.
Коаліції з першої по п'яту розпалися, коли одна або кілька сторін зазнали поразки з боку Франції й були змушені вийти з союзу. Іноді вони ставали союзниками Франції.
Шоста та сьома коаліції були розпущені після поразки Наполеона в 1814 й 1815 роках, і відбулось встановлення балансу сил між сторонами на Віденському конгресі.
| Учасники                           | Перша (1792—1797)            | Друга (1798—1802)            | Третя (1803—1806)           | Четверта (1806—1807)        | П'ята (1809)      | Шоста (1812—1814)   | Сьома (1815) |
| ---------------------------------- | ---------------------------- | ---------------------------- | --------------------------- | --------------------------- | ----------------- | ------------------- | ------------ |
| Велика Британія                    | Так                          | Так                          | Так                         | Так                         | Так               | Так                 | Так          |
| Священна Римська імперія (до 1806) | Так                          | Так                          | Так (до грудня 1805)        |                             |                   |                     |              |
| Баден (з 1806)                     | Баден (з 1806)               | Баден (з 1806)               | Баден (з 1806)              |                             |                   | Так (з жовтня 1813) |              |
| Баварія (з 1806)                   | Баварія (з 1806)             | Баварія (з 1806)             | Баварія (з 1806)            |                             |                   | Так (з жовтня 1813) | Так          |
| Нассау (з 1806)                    | Нассау (з 1806)              | Нассау (з 1806)              | Нассау (з 1806)             |                             |                   |                     | Так          |
| Саксонія (з 1806)                  | Саксонія (з 1806)            | Саксонія (з 1806)            | Саксонія (з 1806)           | Так (до грудня 1806)        |                   | Так (з жовтня 1813) |              |
| Вюртемберг (з 1806)                | Вюртемберг (з 1806)          | Вюртемберг (з 1806)          | Вюртемберг (з 1806)         |                             |                   | Так (з жовтня 1813) |              |
| Чорні брауншвейгці (з 1809)        | Чорні брауншвейгці (з 1809)  | Чорні брауншвейгці (з 1809)  | Чорні брауншвейгці (з 1809) | Чорні брауншвейгці (з 1809) | Так               | Так                 | Так          |
| Ганновер (з 1814)                  | Ганновер (з 1814)            | Ганновер (з 1814)            | Ганновер (з 1814)           | Ганновер (з 1814)           | Ганновер (з 1814) | Ганновер (з 1814)   | Так          |
| Австрійська імперія (з 1804)       | Австрійська імперія (з 1804) | Австрійська імперія (з 1804) | Так (1805)                  |                             | Так               | Так                 | Так          |
| Пруссія                            | Так (до 1795)                |                              |                             | Так                         |                   | Так                 | Так          |
| П'ємонт-Сардинія                   | Так (до 1796)                |                              |                             |                             |                   |                     | Так          |
| Португалія                         | Так                          | Так (до 1801)                |                             |                             | Так               | Так                 | Так          |
| Іспанія                            | Так (до 1795)                |                              |                             |                             | Так               | Так                 | Так          |
| Османська імперія                  |                              | Так (до 1801)                |                             |                             |                   |                     |              |
| Росія                              |                              | Так (до 1799)                | Так (1805)                  | Так                         |                   | Так                 | Так          |
| Тосканія (до 1801 та з 1815)       |                              | Так (до 1801)                |                             |                             |                   |                     | Так          |
| Мальта                             |                              | Так (1798–1800)              |                             |                             |                   |                     |              |
| Мальтійський орден                 |                              | Так (1798)                   |                             |                             |                   |                     |              |
| Неаполь                            | Так                          | Так (до 1801)                | Так (з 1805)                |                             |                   |                     |              |
| Сицилія                            |                              |                              | Так (з 1806)                | Так                         | Так               | Так                 | Так          |
| Нідерланди                         | Так (до 1795)                |                              |                             |                             |                   | Так                 | Так          |
| Швеція                             |                              |                              | Так (з 1805)                | Так                         |                   | Так                 | Так          |
| Швейцарія                          |                              |                              |                             |                             |                   |                     | Так          |

## Війна першої коаліції

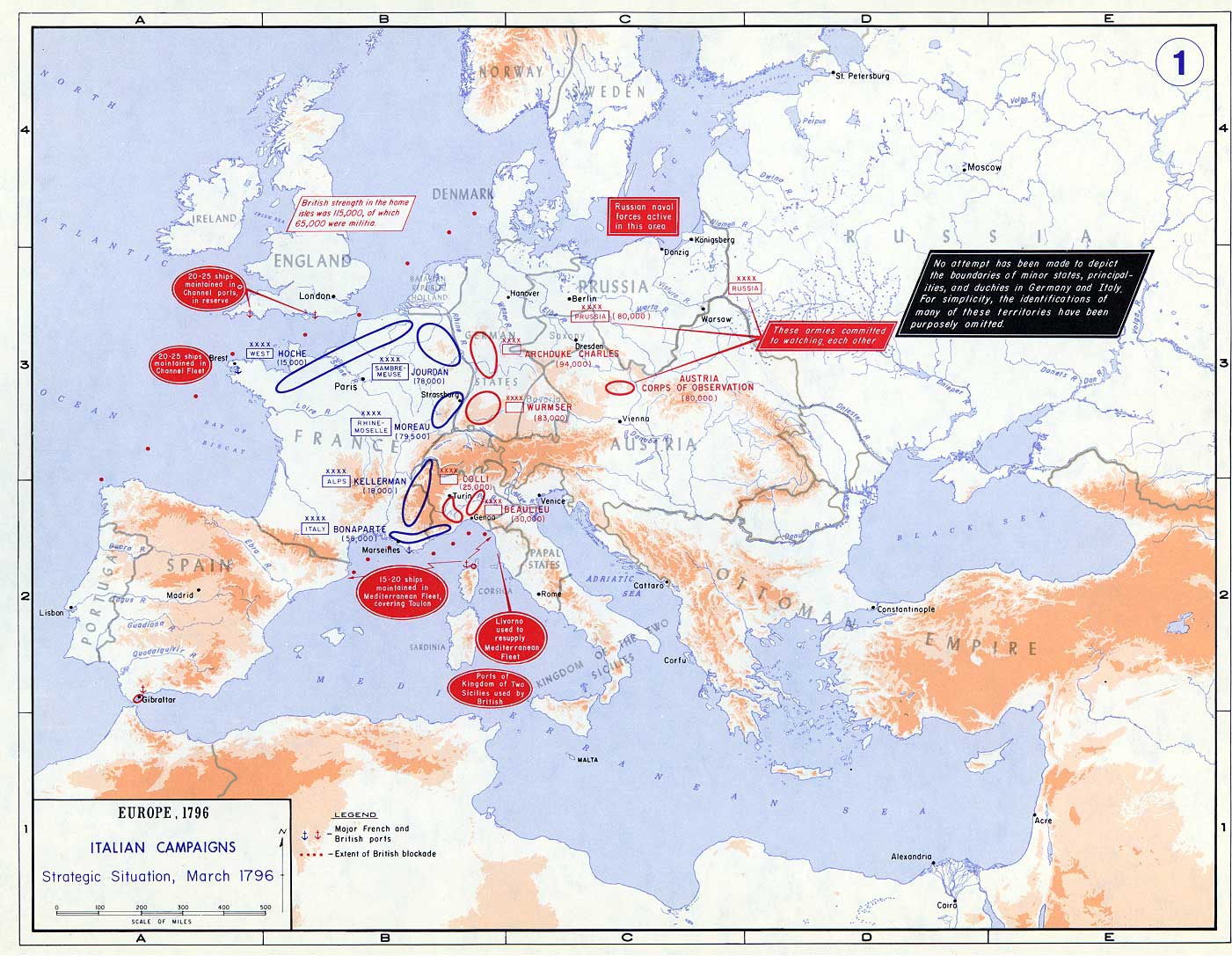
Стратегічна ситуація у Європі 1796 року.

Війна першої коаліції тривала в період з 1792 по 1797 рік проти, спочатку, Французького королівства, а потім ― Французької республіки. Кожна держава, що брала участь у війні, хотіла привласнити конкретну частину Франції після її поразки, якої так і не відбулося.
Відносини між французькими революціонерами та сусідніми монархіями погіршилися після Пільницької декларації в серпні 1791 року. Через вісім місяців після голосування в Законодавчих зборах, очолюваними революціонерами, Франція оголосила війну Австрії 20 квітня 1792 року. Пруссія, яка уклала союз з Австрією в лютому, оголосила війну Франції в червні 1792 року. У липні 1792 армія під командуванням герцога Брауншвейг-Вольфенбюттеля, що складалась в основному з прусаків, приєдналася до австрійської сторони і вторглася на територію Франції. Взяття Вердена (2 вересня 1792 року) спровокувало Вересневу різанину в Парижі. Франція контратакувала, здобувши перемогу при Вальмі (20 вересня), а через два дні Законодавчі збори проголосили Французьку республіку.
Згодом ці держави здійснили кілька вторгнень у Францію сушею й морем, причому Пруссія й Австрія атакували з боку австрійських Нідерландів і Рейну, а Королівство Великої Британії підтримало повстання в провінційній Франції й обложило Тулон в жовтні 1793 року. Франція зазнавала поразки (битва при Неервіндені, 18 березня 1793 роки) і внутрішнього повстання (Вандейська війна), й відповіла відповідними заходами. Було сформовано Комітет громадського порятунку (6 квітня 1793 року) й відбулась Масова мобілізація потенційних солдатів віком від 18 до 25 років (серпень 1793 року). Нові французькі армії контратакували, відбили загарбників і просунулися за межі Франції.
Французи створили Батавську республіку в якості братської республіки (травень 1795 роки) і домоглися визнання Пруссією французького контролю над лівим берегом Рейну згідно Базельського миру. Згідно із Кампо-Формійським миром, Священна Римська імперія поступалася Франції Австрійськими Нідерландами, а Північна Італія була перетворена в кілька французьких братніх республік. Іспанія уклала окремий мирний договір з Францією (другий Базельський мир), а французька Директорія здійснила план по захопленню більшої частини Священної Римської імперії.
На північ від Альп ерцгерцог Карл Тешенський виправив ситуацію в 1796 році, проте Наполеон веде усіх за собою проти Сардинії та Австрії в Північній Італії (1796—1797 рр.) в районі Паданської рівнини, кульмінацією чого стали Леобенський договір і Кампо-Формійський мир (жовтень 1797). Перша коаліція розпалася, залишивши на полі бою проти Франції тільки Британію.

## Війна другої коаліції

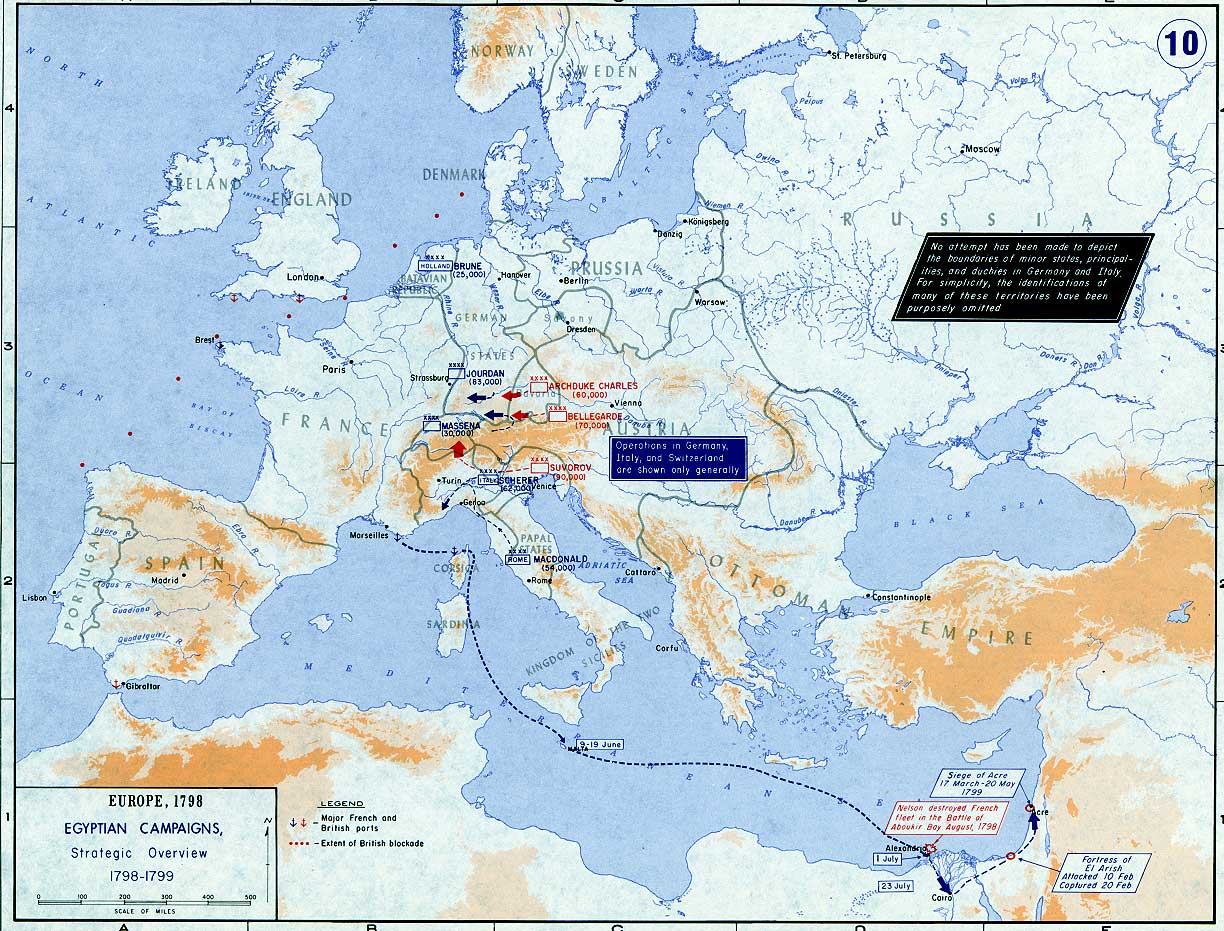
Стратегічний огляд операцій у Європі і Середземномор'ї в 1798—1799 рр.

Війна другої коаліції (1798—1802 рр.) була другою війною проти революційної Франції з боку більшості європейських монархій на чолі з Великою Британією, Австрією та Росією, включаючи Османську імперію, Португалію, Неаполь і різні німецькі монархії. Пруссія не приєдналась до цієї коаліції, а Іспанія підтримала Францію.
Метою було стримати експансію Французької республіки та відновити монархію у Франції. Їм не вдалося повалити революційний режим. Було укладено Люневільський договір 1801 року, згідно якого деякі австрійські володіння в межах Священної Римської імперії були скасовані, а французький контроль був поширений на лівий берег Рейну «з повним суверенітетом», проте Франція відмовилась від будь-яких претензій на території на схід від Рейну. Були встановлені спірні кордони в Італії.
Велика Британія та Франція підписали Ам'єнський мирний договір в березні 1802 року, в результаті чого в Європі настав період миру, який тривав 14 місяців. До травня 1803 року Велика Британія та Франція знову були в стані війни, а в 1805 році Велика Британія зібрала третю коаліцію, щоб відновити війну проти Франції.

## Війна третьої коаліції

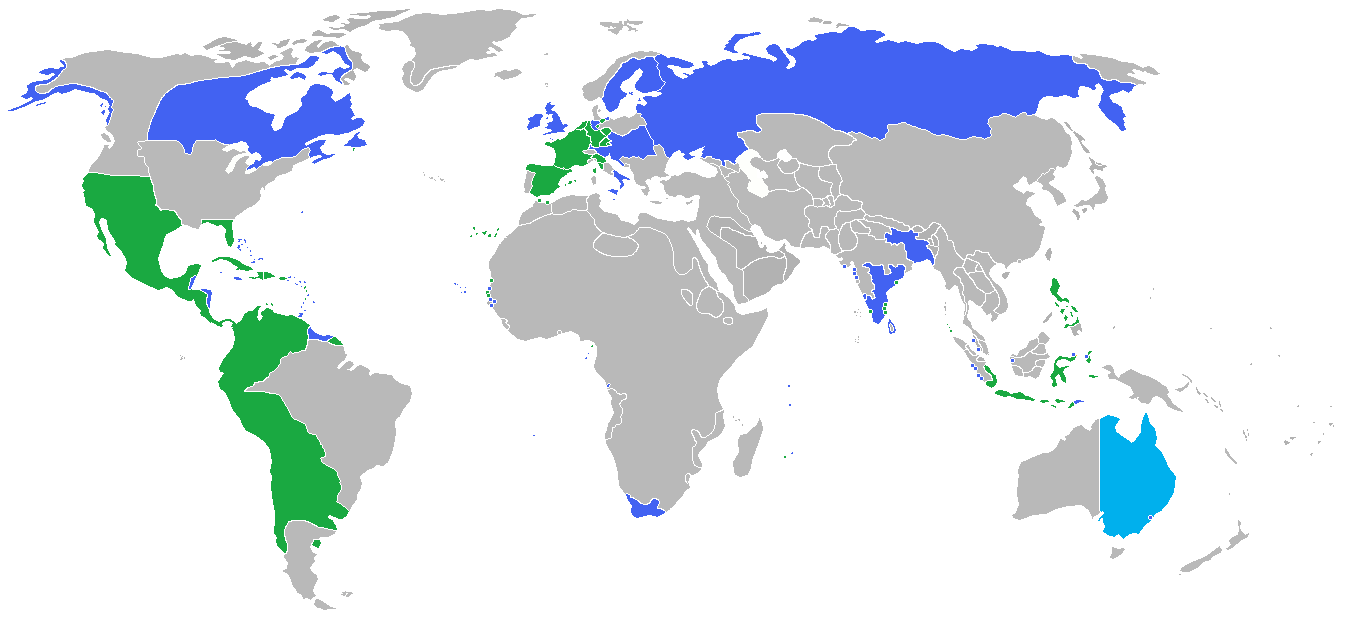
Усі учасники війни третьої коаліції.

Війна третьої коаліції тривала з 1803 по 1806 рік. В ході війни Франція та її держави-клієнти під керівництвом Наполеона перемогли альянс. Третя коаліція складалась із Сполученого Королівства, Священної Римської імперії, Російської імперії, Неаполя, Сицилії та Швеції. Пруссія зберігала нейтралітет під час війни.
Велика Британія вже перебувала в стані війни з Францією після розриву Ам'єнського договору й залишалася єдиною країною, що все ще знаходиться в стані війни з Францією після підписання Пресбурзького мирного договору. З 1803 по 1805 рік Велика Британія знаходилася під постійною загрозою французького вторгнення, однак королівський флот забезпечив собі панування на морі й рішуче знищив франко-іспанський флот в Трафальгарській битві в жовтні 1805 року.

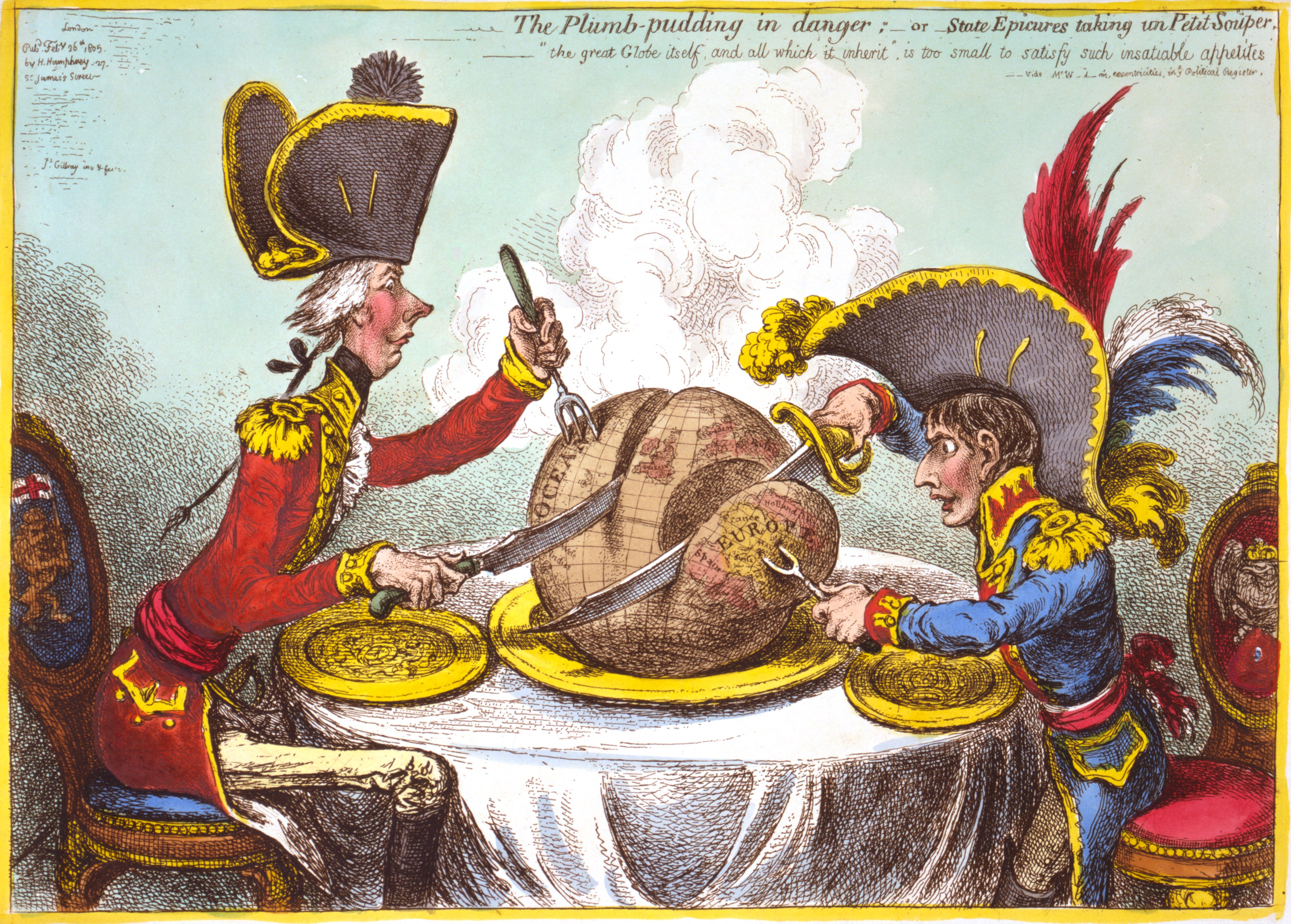
На карикатурі «Пудинг в небезпеці» (1805) Джеймс Гілрей карикатурно зобразив пропозиції, зроблені Наполеоном в січні 1805 р. задля досягнення миру із Великою Британією.

Війна третьої коаліції повністю завершилася в 1804—1805 рр., оскільки дії Наполеона в Італії та Німеччині (зокрема, арешт і страта герцога Енгієнського) підштовхнули Австрію й Росію до об'єднання з Великою Британією проти Франції. Війна включала сухопутні операції, що забезпечили швидку перемогу Франції, включали Ульмську кампанію; великий маневр Великої армії, що тривав з кінця серпня до середини жовтня 1805 року і який захопив всю австрійську армію; вирішальну перемогу Франції над об'єднаними австро-російськими силами під командуванням царя Олександра I в битві під Аустерліцом на початку грудня. Аустерліц фактично поклав кінець третій коаліції, хоча пізніше була проведена невелика побічна кампанія проти Неаполя, яка також завершилася вирішальною перемогою Франції в битві при Кампо Тенезе.
26 грудня 1805 року Австрія та Франція підписали Пресбурзький договір, який виводив Австрію з війни і коаліції, а також підкріплював раніше укладені між двома державами Кампо-Формійський та Люневільський договори. Договір підтвердив поступку Австрією земель в Італії і Баварії Франції та Німеччини німецьким союзникам Наполеона, наклав на переможених Габсбургів компенсацію в розмірі 40 мільйонів франків і дозволив переможеним російським військам вільний прохід зі зброєю та спорядженням через ворожі території та повернення на батьківщину.
Перемога під Аустерліцом також спонукала Наполеона створити Рейнську конфедерацію ― збори німецьких держав-клієнтів, які взяли на себе зобов'язання зібрати армію в 63 000 чоловік. Прямим наслідком цих подій стало припинення існування Священної Римської імперії, коли в 1806 році Франц II зрікся імператорського престолу, ставши Францом I ― імператором Австрії. Однак ці досягнення не привели до встановлення міцного миру на континенті. Аустерліц не змусив заспокоїтися ні Росію, ні Британію, чиї армії захищали Сицилію від французького вторгнення. Тим часом, занепокоєння Пруссії з приводу зростаючого французького впливу в Центральній Європі викликало війну четвертої коаліції в 1806 році.

## Війна четвертої коаліції

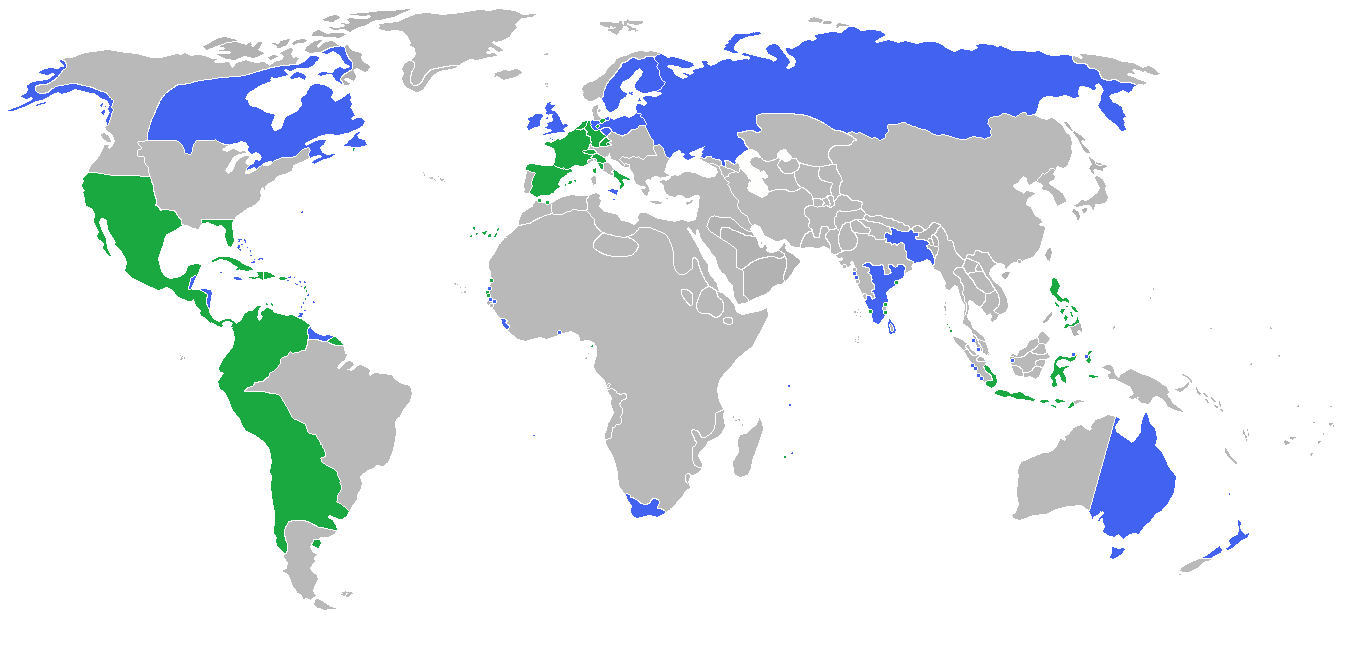
Усі учасники війни четвертої коаліції.

Четверта коаліція боролася проти Французької імперії Наполеона q зазнала поразки у війні 1806—1807 років. Основними учасниками коаліції були Пруссія та Росія, а також Саксонія, Швеція й Велика Британія. За винятком Пруссії, деякі члени коаліції раніше воювали з Францією в складі Третьої коаліції. 9 жовтня 1806 Пруссія приєдналася до оновленої коаліції, побоюючись посилення влади Франції після поразки Австрії і створення Рейнської конфедерації під егідою Франції. Пруссія і Росія мобілізувалися для нової кампанії, причому Пруссія зосередила війська в Саксонії.
Наполеон завдав вирішальної поразки пруссакам в ході стрімкої кампанії, кульмінацією якої стала битва під Єною та Ауерштедтом 14 жовтня 1806 року. Французькі війська під командуванням Наполеона окупували Пруссію, переслідували залишки розбитої прусської армії й захопили Берлін.

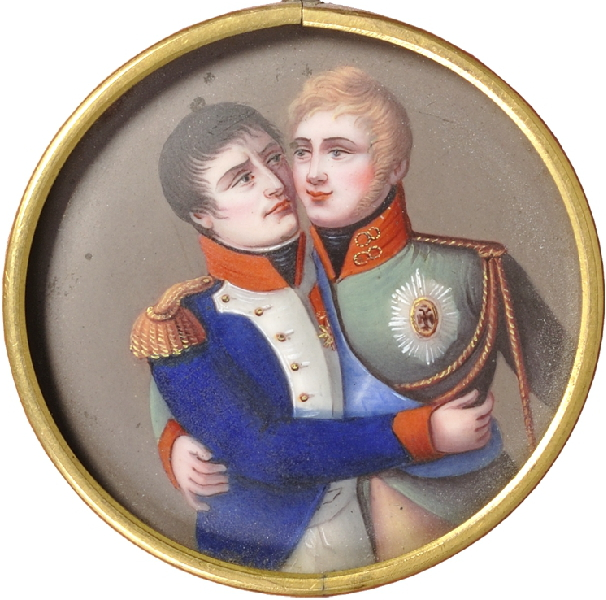
Французький медальйон із зображенням обіймів Наполеона та Олександра I.

Згодом вони просунулися до Східної Пруссії, Польщі та російського кордону, де 7-8 лютого 1807 року у битві під Ейлау вони безрезультатно воювали з росіянами. Просування Наполеона російським кордоном було призупинено навесні, коли він поповнив свою армію свіжими припасами. Російські війська були остаточно розбиті французами в битві під Фрідландом 14 червня 1807 року, а через три дні Росія попросила про перемир'я.
За Тільзитським договором в липні 1807 року, Франція уклала мир з Росією, яка погодилася приєднатися до Континентальної системи. Однак договір був особливо суворий у відношенні Пруссії, оскільки Наполеон зажадав більшу частину прусської території уздовж нижнього Рейну на захід від Ельби і на території колишньої Речі Посполитої. Відповідно, ці придбання були включені до складу нового Вестфальського королівства, очолюваного його братом Жеромом Бонапартом. Він також створив Варшавське герцогство ― польську державу-клієнта, якою керував його новий союзник ― король Саксонії. В кінці війни Наполеон став господарем майже всієї західної і центральної континентальної Європи, за винятком Іспанії, Португалії, Австрії та кількох інших невеликих держав.
Незважаючи на закінчення четвертої коаліції, Велика Британія продовжувала воювати з Францією. Військові дії на суші поновилися пізніше в 1807 році, коли франко-іспанські війська вторглися в союзну Британії Португалію, почавши Піренейську війну. П'ята коаліція буде зібрана, коли в 1809 році до конфлікту знову приєднається Австрія.

## Війна п'ятої коаліції

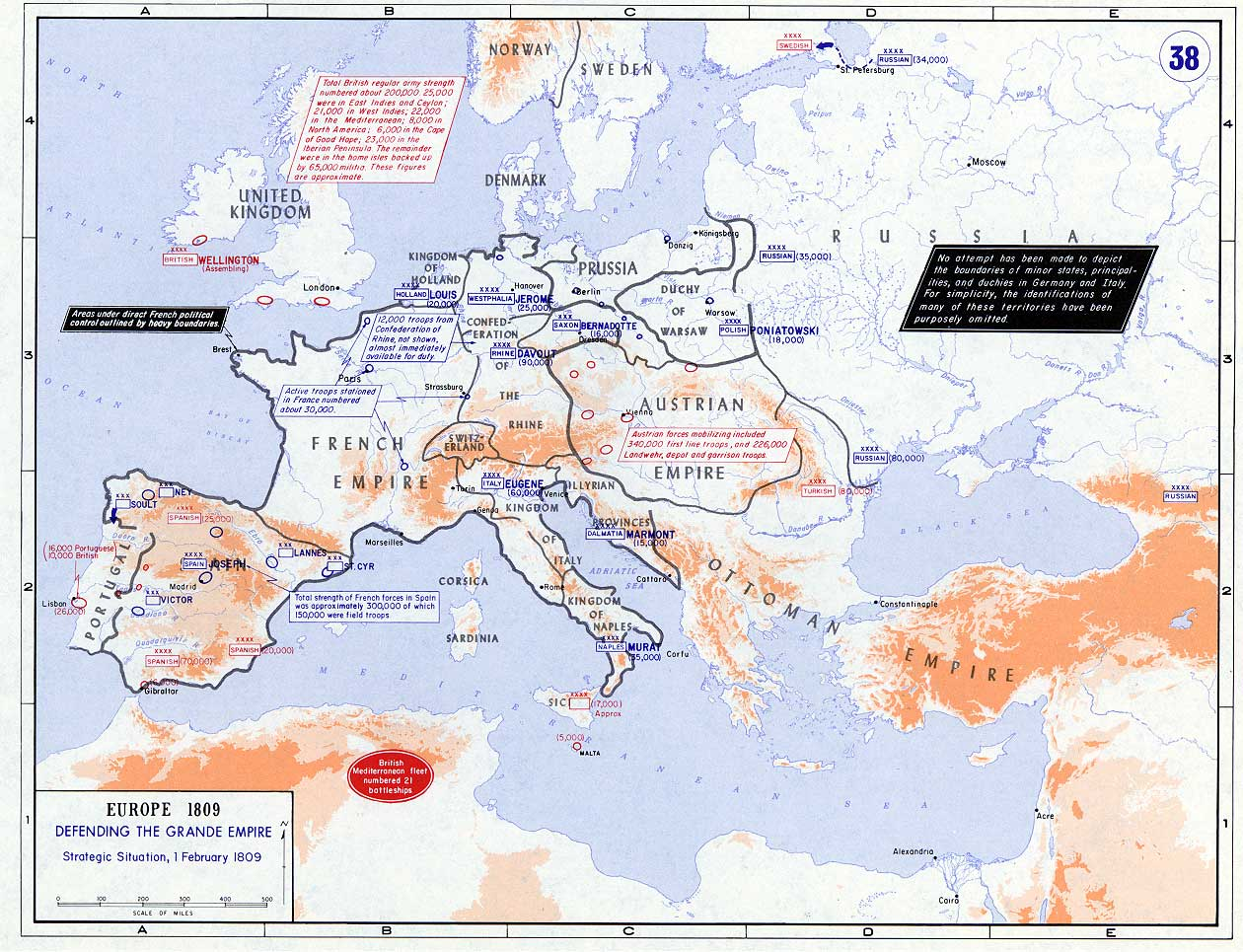
Стратегічна ситуація у Європі в лютому 1809 року.

Основний конфлікт відбувався в центральній Європі між Австрійською імперією Франциска I і Французькою імперією Наполеона. Французів підтримували їх держави-клієнти, включаючи Королівство Італію, Рейнську конфедерацію та Варшавське герцогство. Австрію підтримувала п'ята коаліція, в яку входили Велика Британія, Португалія, Іспанія, Сардинське та Сицилійське королівства, хоча останні два не брали участі в бойових діях.
До початку 1809 року велика частина французької армії була залучена до півострівної війни проти Великої Британії, Іспанії та Португалії. Після того, як Франція вивела 108 000 солдатів з Німеччини, Австрія напала на Францію з метою повернути території, втрачені в ході війни третьої коаліції. Австрійці сподівалися, що Пруссія підтримає їх як їхній колишній союзник, проте Пруссія вважала за краще зберегти нейтралітет.

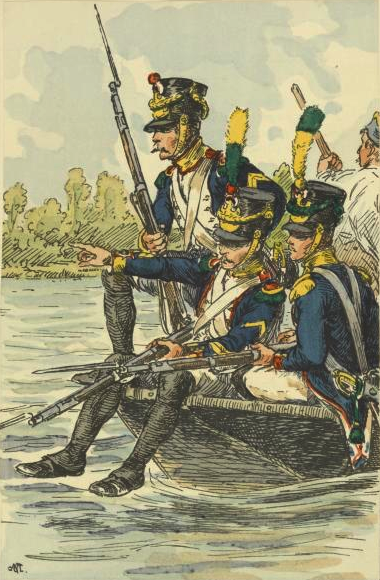
Вольтижери французького полку, що перетинає Дунай перед битвою під Ваграмом в липні 1809 року.

10 квітня 1809 року австрійські війська під командуванням ерцгерцога Карла перетнули кордон Баварії ― держави-клієнта Франції. Відповідні дії французів під командуванням Луї-Александра Бертьє були дезорганізовані, але з прибуттям Наполеона 17 квітня порядок був наведений. Наполеон повів наступ на Ландсгут, сподіваючись відрізати австрійців від лінії відступу і зайти їм у тил. Карл перейшов Дунай біля Регенсбурга, що дозволило йому відступити на схід. Йому не вдалось досягти австрійської столиці ― Відня раніше французів. Французька атака через Дунай була відбита 21-22 травня в Асперн-Есслінзькій битві, але повторна атака в липні була успішною. Наполеон здобув велику перемогу в битві під Ваграмом 5-6 липня, що змусило австрійців підписати Цнаймське перемир'я 12 липня. Вторгнення австрійців в Варшавське герцогство і Саксонію (де вони билися разом із Чорними брауншвейгцями) були відбиті, а самі вони були вигнані зі своїх територій в Італії. Британські війська висадилися в Голландії, але не змогли досягти своєї мети ― захопити Антверпен ― і пізніше були відкликані.
Війна закінчилася Шенбруннським договором, який був суворим по відношенню до Австрії, оскільки вона втратила свої середземноморські порти і 20 % свого населення. Росії було передано Тарнопіль. Незважаючи на остаточну перемогу Франції, поразка в Асперн-Есслінзькій битві показала, що Наполеона можна перемогти на полі бою. Війна привела до Тірольського повстання, повстання Готтшіра 1809 року й повстань в Італії, які, хоча й були придушені, віщували майбутні націоналістичні і антифранцузькі повстання.
Після Шенбруннського миру Австрія стала союзником Франції, що було закріплено шлюбом Наполеона з австрійською принцесою Марією Луїзою.

## Війна шостої коаліції

Мапа Європейських воюючих сторін, серпень 1813 р.

У війні шостої коаліції (березень 1813 ― травень 1814), іноді відомої в Німеччині як «Визвольна війна», коаліція з Австрії, Пруссії, Росії, Великої Британії, Португалії, Швеції, Іспанії та ряду німецьких держав завдала поразки Франції і відправила Наполеона у вигнання на Ельбу. Після катастрофічного вторгнення Франції в Росію в 1812 році, в якому вони були змушені підтримати Францію, Пруссія і Австрія приєдналися до Росії, Великої Британії, Швеції, Португалії та повстанців Іспанії, які вже перебували в стані війни з Францією.
В ході війни шостої коаліції відбулися великі битви під Лютценом, Бауценом та Дрезденом. Ще більша битва під Лейпцигом (також відома як «Битва народів») стала найбільшим боєм в історії Європи до Першої світової війни. В кінцевому рахунку, невдачі Наполеона в Португалії, Іспанії та Росії виявилися насінням його поразки. Реорганізувавши свої армії, союзники витіснили Наполеона з Німеччини в 1813 році і вторглися до Франції в 1814 році. Союзники розгромили французькуу армію, зайняли Париж і змусили Наполеона зректися престолу і вирушити у вигнання. Французька монархія була відроджена союзниками, які передали владу спадкоємцеві династії Бурбонів в рамках Реставрації Бурбонів.
Однак на цьому Наполеонівські війни не закінчилися. Згодом Наполеон втік з полону і повернувся до влади у Франції, розв'язавши війну сьомої коаліції в 1815 році, поки не зазнав остаточної поразки.

## Війна сьомої коаліції

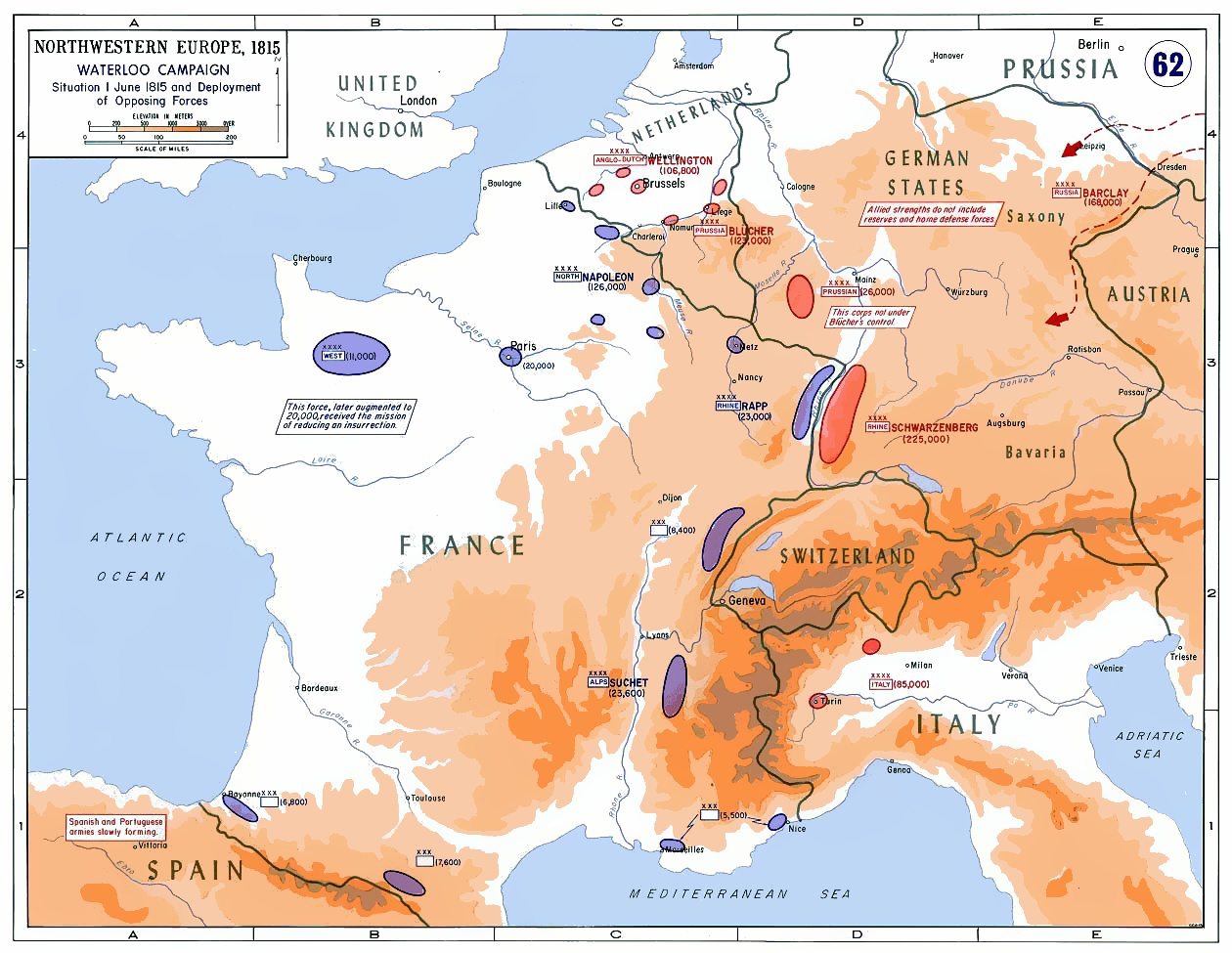
Стратегічна ситуація в Західній Європі в 1815 р.

1 березня 1815 року Наполеон разом з близько 1 000 солдатів старої гвардії, які були залишені йому у засланні як почесна варта, висадився на півдні Франції. З цим військом він вирушив на Париж. Уряд Франції висилав проти нього війська, але вони переходили на бік Наполеона. 13 березня Наполеон видав декрет про відновлення Імперії.
Стоденна війна ознаменувала період між поверненням Наполеона з вигнання в Париж і другою реставрацією короля Людовика XVIII. Період війни становив 110 днів. Війна сьомої коаліції включає кампанію Ватерлоо, Неаполітанську війну, а також ряд інших дрібних кампаній.
Наполеон повернувся в той час, коли засідав Віденський конгрес. 13 березня, за сім днів до прибуття Наполеона в Париж, влада на конгресі оголосила його поза законом, а 25 березня Австрія, Пруссія, Росія та Велика Британія ― чотири великі держави і ключові члени сьомої коаліції ― зобов'язалися вивести на поле бою по 150 000 чоловік, щоб покласти край його правлінню. Це поклало початок останньому конфлікту в Наполеонівських війнах, поразці Наполеона в битві при Ватерлоо, другій реставрації французького королівства і постійним посиланням Наполеона на далекий острів Святої Єлени, де він помер в травні 1821 року.